# Philippe Erne
Philippe Erne (* 14. Dezember 1986 in Vaduz) ist ein liechtensteinischer Fussballspieler.

## Karriere

### Verein
Philippe Erne begann mit dem Fussball in der Jugend des FC Vaduz. Nach einer Station beim Schweizer Klub Chur 97 wechselte er 2007 zum USV Eschen-Mauren.
Im Januar 2011 verpflichtete ihn wieder der FC Vaduz, dessen Mannschaft in der zweiten Schweizer Liga spielte. Nach einer längeren Verletzungspause wurde Philippe Erne im Sommer 2012 an den FC Balzers ausgeliehen, um Spielpraxis zu sammeln. In der Winterpause kehrte er nach Vaduz zurück, jedoch lief sein Vertrag im Sommer 2013 aus. Zunächst spielte er erneut für den FC Balzers, bevor er sich im Januar 2014 dem deutschen Regionalligisten SC Pfullendorf anschloss, der Verstärkungen im Abstiegskampf suchte. Da Pfullendorf aus der Regionalliga abstieg, unterschrieb Erne im Sommer 2014 ein weiteres Mal beim FC Balzers.

### Nationalmannschaft
Philippe Erne gab sein Debüt für die Nationalmannschaft Liechtensteins am 14. November 2009, als er bei der 0:5-Niederlage gegen Kroatien in Vinkovci in der 67. Minute für Franz Burgmeier eingewechselt wurde.
Am 3. Juni 2011 gelang ihm sein erster Treffer. Beim überraschenden 2:0-Sieg in der Qualifikation zur Europameisterschaft 2012 gegen Litauen erzielte er in der siebten Minute das 1:0.
Bis 2018 war er insgesamt 35 Mal für sein Heimatland im Einsatz.